# Liam Wooding
Liam Christy Wooding (* 25. Mai 1993 in Adelaide) ist ein australischer Fußballspieler.

## Karriere
Wooding erhielt für die Jahre 2008 und 2009 ein Stipendium am South Australian Sports Institute. 2009 wurde Wooding als bester Nachwuchsspieler in South Australia mit dem John Aloisi Rising Star Award ausgezeichnet. Von 2009 bis 2013 spielte Wooding für das Nachwuchsteam von Adelaide United in der National Youth League. Für das Profiteam von Adelaide United kam der Offensivakteur am 23. März 2012 bei einem 1:1-Unentschieden gegen Melbourne Heart am letzten Saisonspieltag zu einem 45-minütigen Einsatz. Zudem wurde er von den Klubverantwortlichen für die AFC Champions League 2012 gemeldet.
Auf regionaler Ebene war Wooding für eine Reihe von Vereinen aktiv, darunter Adelaide Galaxy (2010), West Torrens Birkalla (2012) und North Eastern MetroStars (2012) in South Australia, sowie Northcote City FC (2014) im Bundesstaat Victoria, die er aber nach einem Jahr wieder verließ, um nach South Australia zurückzukehren. Seinen Lebensunterhalt verdient Wooding als Personal Trainer.
Im November 2011 nahm Wooding mit der australischen U-20-Nationalmannschaft in Petaling Jaya, Malaysia an der Qualifikation für die U-19-Asienmeisterschaft 2012 teil und erzielte bei der erfolgreichen Qualifikation beim 3:0-Erfolg im abschließenden Spiel gegen China auch einen Treffer.